# U raljama života (1984.)
U raljama života, hrvatski dugometražni film iz 1984. godine.

## Radnja
Dunja je mlada redateljica koja režira seriju Štefica Cvek u raljama života. Pred nama se paralelno odvija njena priča kao i priča njene glavne junakinje, dva života koja se, usprkos različitosti njihovih društvenih sredina, neprimjetno i neočekivano spajaju u istu sudbinu...

## "A sad ću da te karam"
U filmu je zapamćena antologijska rečenica u scenama u kojima glume Vitomira Lončar i Velimir Bata Živojinović: "A sad ću da te karam". Tu rečenicu Bata Živojinović izgovara sedam puta.
U intervjuu "Za moje vrijeme" (https://www.mojevrijeme.hr/magazin/2016/05/bata-zivojinovic-karat-cu-te-kad-tad/) iz 2016. godine, Bata Živojinović je komentirao da je u filmu snimljena i rečenica "Karat ću te kad-tad", koja je kasnije izbačena iz finalne verzije: "jedna je moja rečenica snimljena i poslije izbačena. U trenutku kad sam odlazio ja sam, naime, rekao: „- Karat ću te kad-tad“. Žao mi je što nije ostala, jer u njoj ima prilično naše balkanske nadobudnosti, švalerske prepotencije."